# Casa Guerrero (Campeche)
La Casa del Guerrero o Casa de la Guardia, de arcos, patios y pasillos de trazos del barroco colonial, está ubicada en el centro histórico de la ciudad de San Francisco de Campeche, México. Se encuentra entre las calles 18 y 59 (antes De la Muralla y América respectivamente) y se identifica, al parecer por vez primera, en un plano trazado en 1779 por el ingeniero militar Agustín Crame.

## Historia

### Finales del XIX – auge deEl Bronce
Este edificio, en realidad unión de varias casonas coloniales, fue popularmente conocido como Casa Guerrero, por haber sido propiedad de Eligio Guerrero Quero, contador de profesión, quien en 1870 estableciera ahí la tienda mayorista de importaciones El Bronce. Más adelante, Eligio Guerrero fundaría ahí la primera fábrica de jabón de la región.
Consta la venta de productos europeos como el champagne, de la casa comercializadora “Les Pommerry” y vinos franceses, españoles e italianos; castañas glaseadas, quesos, y otros ultramarinos, además de productos nacionales como cacao, café, canela, vinos y rones. El Bronce abastecía de víveres a las haciendas del sur de Campeche; algunas de estas haciendas eran: Yaxá, Xcampeu, Chapín, Uayamón, Chivic, Nohakal, Mucuychakán, Muntunchac, Zanachakán, Hobomó, Cholul, Ebula, Pich, etc. 
Algunos sectores de la casona sirvieron como bodega de maíz, azúcar, fríjol, lentejas y sal, y otros como almacén de ultramarinos. Sus muros también resguardaron las barricas de roble y encino en donde se depositaba el ron elaborado en Campeche.
La tienda fue también exportadora de henequén, palo de Campeche y chicle. Don Eligio era también propietario de tres haciendas productoras de fibra de henequén: San Antonio Yaxá, Imí y Xtelchel, con las que la tienda podía comunicarse telefónicamente. Este servicio estuvo a cargo del señor José Felipe El Caballero.

### Vaivenes a lo largo del siglo XX
La tienda estuvo en funciones durante más de treinta años. En 1912 fue saqueada por tropas militares; la misma suerte sufrieron otras tiendas de la ciudad, como la de los hermanos Estrada McGregor, en la calle 51 entre la 8 y la 10.
A la muerte de Eligio Guerrero , en 1914, el negocio quedó en manos de su esposa Rosario Méndez, y continuó dando servicio como bodega de fibra de henequén durante algunos años, hasta que, con el declive de la industria de ese agave, sus edificios fueron abandonados. Cobraron nueva vida en 1950, cuando fueron adaptados como casa de huéspedes.
A la muerte de su madre, en 1940, Gonzalo Guerrero Méndez heredó la propiedad, que pasó luego a manos los hermanos Eligio, Gladis del Socorro y Mirella Guerrero Estrada, primero, y más adelante a manos de las hermanas Guerrero Méndez. Eligio Guerrero Estrada quedó como único propietario del edificio anexo.

### Los albores del siglo XXI
En 2000 los hermanos Guerrero Estrada venden la casona a una prestigiosa empresa que la restaura respetando el concepto original y combinando los rasgos coloniales originales con instalaciones minimalistas, para habilitarlo como un exclusivo hotel de lujo que administra Starwood’s Hotels & Resorts Worldwide. La adaptación arquitectónica obtuvo reconocimientos internacionales, y el establecimiento ha sido distinguido entre los mejores hoteles del mundo por la Revista Conde Nast en sus ediciones estadounidense y británica.
- Datos: Q5754241